# Heinz Hanus
Heinz Hanus (* 24. Mai 1882 in Wien, Österreich-Ungarn; † 16. März 1972 in Bad Aussee, Österreich) war einer der ersten österreichischen Spielfilmregisseure und Drehbuchautoren in der Stummfilmzeit. Gelegentlich spielte er auch kleine Filmrollen.

## Leben
Seine Berufstätigkeit begann der Sohn eines Seidenhutmachers als Musterzeichner und Entwerfer für Seidenstoffe. Nebenbei spielte er in privaten Theatergruppen. Wegen einer Farbvergiftung musste er seinen Erstberuf aufgeben. Er verdiente sein Geld fortan als Bauzeichner, unter anderem für die französische Botschaft in Wien unter dem Architekten G.P. Chédune, und ab 1906 als hauptberuflicher Theaterschauspieler. So spielte er etwa 1909 an der Seite von „Geheimrat Goethe“ Egon Friedell den „schlechten Schüler Züst“ in „Goethe“ im bekannten Wiener Cabaret Fledermaus in der Kärntner Straße, welches von Künstlern der Wiener Werkstätte ausgestattet wurde.
1907 war es auch, als Hanus nach eigenen Angaben im Wiener Café „Dobner“ den späteren Regisseur und Produzenten Anton Kolm kennengelernt hatte. Er habe den erfahrenen Schauspieler Hanus um Mitarbeit bei seiner ersten Produktion „Von Stufe zu Stufe“ gebeten. Dieser Film soll 1908 in den Wiener Kinos erschienen sein und mit 35 Minuten Abspieldauer der erste abendfüllende Spielfilm der österreichischen Filmgeschichte gewesen sein. Doch im Gegensatz zu den anderen Produktionen der damaligen Zeit ließ sich nicht einmal in Zeitungen oder in einer der beiden bereits existierenden Filmzeitschriften ein Hinweis auf eine Aufführung dieses Films finden. Und das, obwohl der Film mit 35 Minuten Spiellänge eine Sensation gewesen wäre. Das Filmarchiv Austria konnte trotz größter Anstrengungen auch keinerlei andere Hinweise finden – etwa in den verschiedenen gleichnamigen anderen Produktionen dieser Zeit – geschweige denn Belege für Hanus' Ausführungen in den Interviews aus späteren Jahrzehnten finden.
Auch wegen der für diese Zeit ungewöhnlich großen Spiellänge die zudem einen dementsprechend hohen Kapitalaufwand nach sich gezogen hätte, wo der vermeintliche Produzent Anton Kolm doch in den späteren, nachgewiesenen, Produktionen seiner 1910 gegründeten Ersten Österreichischen Kinofilms-Industrie notorisch mit Kapitalmangel gekämpft hat, ist diese Behauptung stark anzuzweifeln. Den Inhalt des Films, eine Liebesgeschichte, konnte zwar Hanus auch Jahrzehnte später in Interviews noch genau beschreiben, und in einer späteren Produktion, spielte er exklusiv eine Szene aus dem Film „nach“, doch handelt es sich bei dieser Liebesgeschichte ohnehin um ein mehrfach verfilmtes und bekanntes Theaterstück.
Hanus war aber auch ohne dieser Produktion einer der Pioniere des österreichischen Films. Neben dem Film war er auch als Theaterdirektor in vielen kleineren Städten der Monarchie tätig. 1922 war er Initiator und Gründungsmitglied des Filmbundes, einem Zusammenschluss aller Interessenvertretungen der österreichischen Filmschaffenden.
Viele seiner Filme inszenierte er bei der Wiener Astoria-Film. Diese wies als einzige österreichische Filmgesellschaft eine eigene Trickfilmabteilung auf. Bei einigen der Trickfilme die mit realen Spielfilmaufnahmen vermischt wurden, führte er Regie bei den realen Aufnahmen.
Mit seinem Bruder Emmerich hielt sich der Kontakt in Grenzen. Die beiden befanden sich eher in einem Wettstreit, als dass sie zusammengearbeitet hätten. Nachdem Heinz Hanus 1938 NSDAP-Mitglied geworden war und die politische Einmischung der Nationalsozialisten akzeptierte, nahm der persönliche Kontakt noch weiter ab, da Emmerich nicht in die Nähe des nationalsozialistischen Gedankenguts gebracht werden wollte.
Sein Bruder war der Regisseur Emmerich Hanus. 

## Filmografie
- 1908: Von Stufe zu Stufe (Existenz dieses Films unsicher)
- 1910: Das Bartwuchsmittel
- 1913: König Menelaus im Kino
- 1916: Wien im Krieg
- 1919: Der Idiot
- 1920: Zwischen 12 und 1
- 1920: Wie Satan starb
- 1920: Unter der Knute des Schicksals
- 1920: Die goldene Spinne
- 1920: Der Irrweg
- 1921: Zwerg Nase
- 1921: Gevatter Tod. »Elixiere der Liebe«
- 1922: William Ratcliff
- 1922: Homo sum
- 1922: Fatmes Errettung
- 1923: Schöne wilde Welt
- 1923: Pastorale
- 1924: Stephansdom
- 1924: Das weiße Paradies
- 1924: Das deutsche Volkslied im Film
- 1925: Frauen aus der Wiener Vorstadt
- 1925: Die heiratsfähige Puppe
- 1925: Der große Volksbürgermeister Dr. Karl Lueger
- 1926: Die Brandstifter Europas
- 1927: Der Rastelbinder
- 1927: Der Ober vom Münchnerhof
- 1928: Andere Frauen
- 1929: Ein Radiotraum
- 1930: In der Theateragentur
- 1932: Rotkäppchen
- 1932: Nokturno
- 1932: Kindersymphonie
- 1932: Kinder-Kabarett. I, II
- 1932: Ein verunglücktes Liebesabenteuer
- 1932: Bauernsymphonie
- 1934: Csibi, der Fratz